# Corporación para la Nutrición Infantil
La Corporación para la Nutrición Infantil (CONIN) es una institución privada sin fines de lucro de Chile dedicada a la prevención y recuperación de niños de 0 a 4 años con desnutrición primaria o secundaria.

## Historia
Hacia 1950 Chile tenía uno de los más altos índices de mortalidad infantil de América Latina. Por esa época un grupo de profesionales chilenos comenzó a investigar la desnutrición en Chile desde un punto de vista pediátrico solamente, pero al poco tiempo era evidente para ellos que las causas que la provocaban eran múltiples. 
En 1954 se creó el Laboratorio de Investigaciones Pediátricas de la Facultad de Pediatría de la Universidad de Chile; en 1972 se consolidó como el Instituto de Nutrición de la Universidad y en 1976 se convirtió en el Instituto de Nutrición y Tecnología en Alimentos de la Universidad de Chile (INTA).
El resultado de las investigaciones desarrolladas fue un diagnóstico de subalimentación crónica en un período crítico para el desarrollo del cerebro del niño, durante el cual las conexiones neuronales se ven limitadas por los  factores ambientales adversos, dejando daños estructurales en el cerebro y afectando definitivamente su potencialidad intelectual. En esos tiempos, de cada 100 niños que ingresaban a la educación básica, 30 terminaban el ciclo. 
Se planteó entonces una estrategia  destinada a proteger al niño incluso antes de nacer,  aplicando controles de salud y nutrición de la embarazada y saneando el medio ambiente.
Por eso, en 1974, se creó el Consejo Nacional para la Alimentación y Nutrición (CONPAN),  organismo interministerial que implementaría y controlaría estas acciones. Fernando Monckeberg fue secretario ejecutivo de esta entidad.
Finalmente se estableció un programa de recuperación de niños con desnutrición avanzada, que se llevaría a cabo a través de la Corporación para la Nutrición Infantil (CONIN).
Fundada en 1975 por el Dr. Fernando Monckeberg Barros, sus actividades de atención, investigación y desarrollo de programas redujeron los índices de desnutrición en Chile de un 16% al 2% y el índice de la mortalidad infantil de un 63 por mil a un 7 por mil, colocando al país en el puesto más bajo en la lista de países con desnutrición en Latinoamérica.
Los pilares en que se sustenta el trabajo de CONIN son: la docencia, la asistencia y la investigación.
Los centros CONIN en Chile llegaron a ser 33, distribuidos en Santiago, Arica, Chillán, Concepción, Curicó, Los Ángeles, Quillota, San Fernando, Temuco, Valdivia y Valparaíso. Sin embargo, este número se fue modificando con el tiempo debido a la reducción de casos de desnutrición grave, y hacia el año 2000 solo quedaban 18 centros de atención.
Desde sus comienzos hasta el año 2002 (16 años), CONIN logró recuperar a aproximadamente 85 mil niños con desnutrición.
En 1993, siguiendo su modelo, nace en Mendoza, Argentina, la fundación CONIN argentina.